# 勾德维尔 (阿拉巴马州)
勾德维尔（英文：Goldville），是美国阿拉巴马州下属的一座城市。面积约为0.99平方英里（约合2.55平方公里）。根据2010年美国人口普查，该市有人口55人，人口密度为55.78/平方英里（约合21.57/平方公里）。